# موفرفری زشت (فیلم)
مراکش یا موفرفری زشت (به انگلیسی: Hideous Kinky) (به معنی غریبه زشت) فیلمی درام به کارگردانی گیلیز مک‌کینون، محصول سال ۱۹۹۸ است. فیلم براساس رمانی به همین نام از استر فروید ساخته شده است؛ که داستان آن دربارهٔ مادر جوان انگلیسی (کیت وینسلت) است که همراه دو دختر جوانش از لندن به مراکش نقل مکان می‌کند. موسیقی متن فیلم شامل ترانه‌های گروه کند هیت، ریچی هونز و گروه اینکردبل استرینگ است.
نام این فیلم از کلمه رمزی بین خواهرها گرفته شده است.